# Menrva

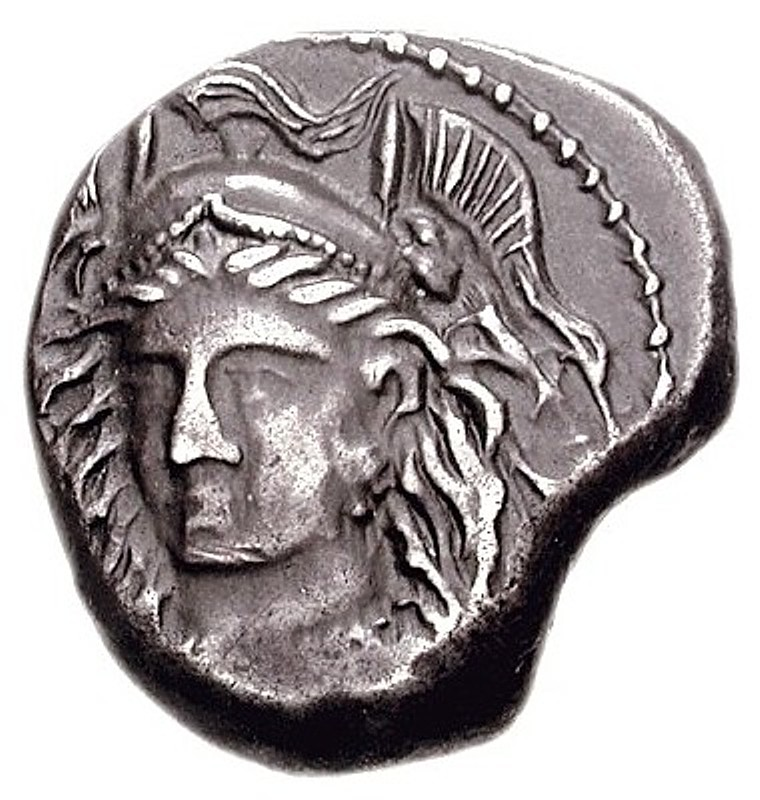
Representación de Menrva en una moneda italiana del (la diosa es representada con un casco ático con triple cresta).

En la mitología etrusca, Menrva es la Diosa de la sabiduría, la guerra, el arte y el comercio. Ella es parte de la tríada suprema junto con Tinia y Uni, equivalente a la tríada romana Júpiter-Juno-Minerva. Su contraparte griega es Atenea y es predecesora de su contraparte romana la diosa Minerva. Como Atenea, Menrva nació de la cabeza de su padre, Tinia. 
Su nombre contiene la raíz "mn-", relacionada con la memoria. Ver, por ejemplo, la palabra griega "Mnemosyne" (gr. μνημοσύνη) y "mnestis" (gr. μνῆστις): memoria, recuerdo.